# Hemicriptòfit
Els hemicriptòfits, en la classificació de les Formes vitals de Raunkjaer, del danès Christen Christiansen Raunkiær, establerta el 1934, són aquelles plantes vivaces que han optat per una estratègia ecològica de mantenir els seus meristemes arran de terra en l'estació desfavorable, de manera que aquest tipus, normalment de plantes herbàcies, renoven la part aèria cada any, ja que no la conserven durant l'època desfavorable. Deriva del grec antic hémi (« mig »), cryptos (« amagat ») i phyton (« planta »); en l'estació desfavorable, les parts vives de la plantes mig s'amaguen (les parts subterrànies i borrons arran del sòl), mentre que les seves parts aèries es dessequen o desapareixen i ajuden a la protecció dels borrons. Els hemicriptòfits es subdivideixen en cinc categories en funció de la seva aparença en l'estació favorable:
- Hemicriptòfits escaposos: Desenvolupen tiges aèries folioses durant l'època favorable, en són un exemple el fonoll (apiàcies) o la parraca (asteràcies).
- Hemicriptòfits esccandents: Són plantes enfiladisses, necessiten d'un suport per buscar la llum i desenvolupar les tiges. En són un exemple el gatmainó o la briònia.
- Hemicriptòfits cespitosos: Són plantes de tiges curtes i molt folioses, sovint formen gespes o extenses catifes. Generalment són espècies de les famílies de les poàcies (Poa pratensis, Festuca sp....) o ciperàcies (Cyperus rotundus, Carex humilis).
- Hemicriptòfits rosulats: Són aquells hemicriptòfits que desenvolupen una roseta basal. Aquesta pot romandre de forma més o menys persistent durant l'època desfavorable. En són un exemple el Plantage de fulla estreta o la margaridoia perenne.
- Hemicriptòfits reptants: Plantes que desenvolupen tiges sobre el terra, sovint formant estolons. En són un exemple la maduixera silvestre o el gram negre.

## Exemples

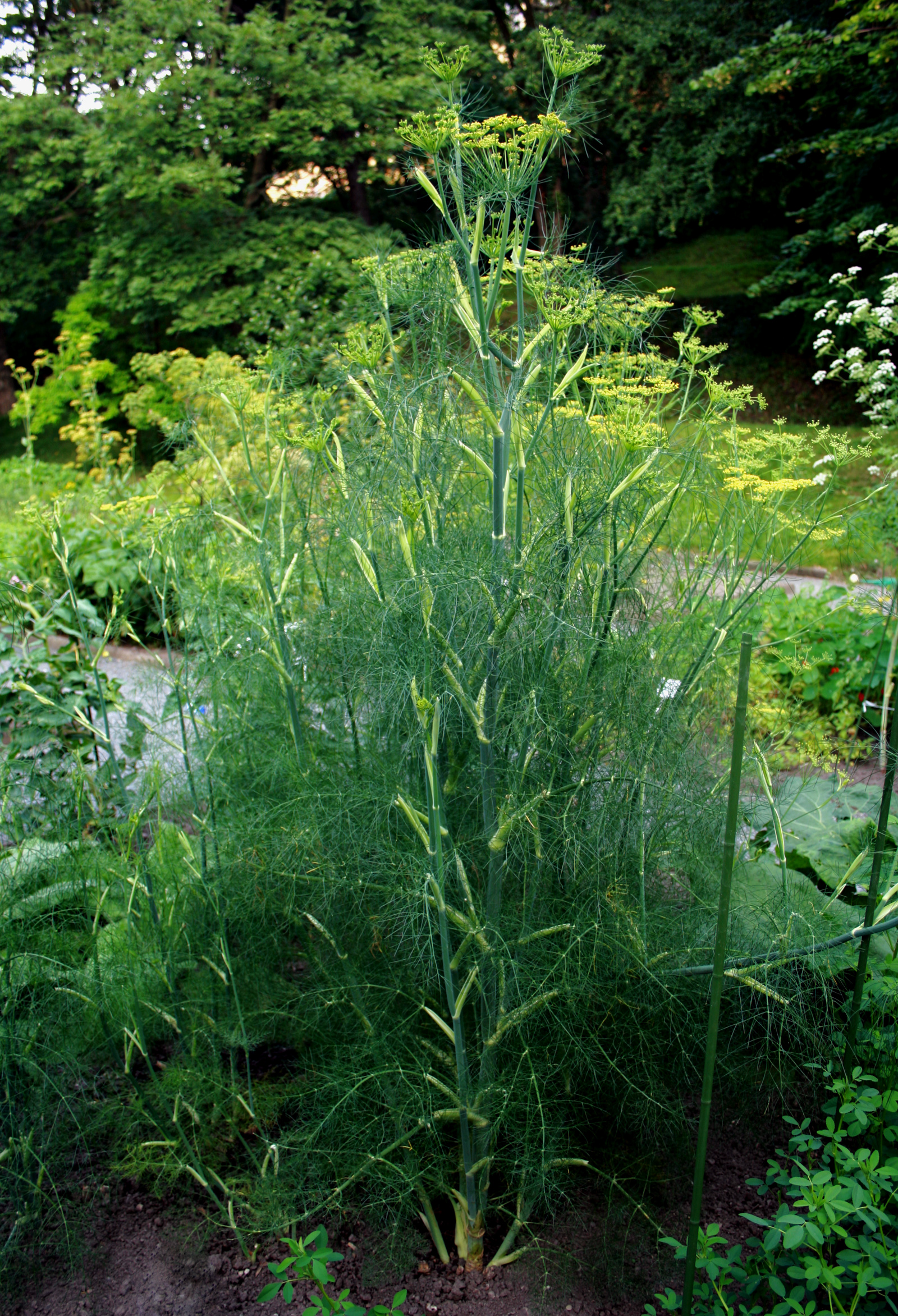
Fonoll, hemicriptòfit escapós
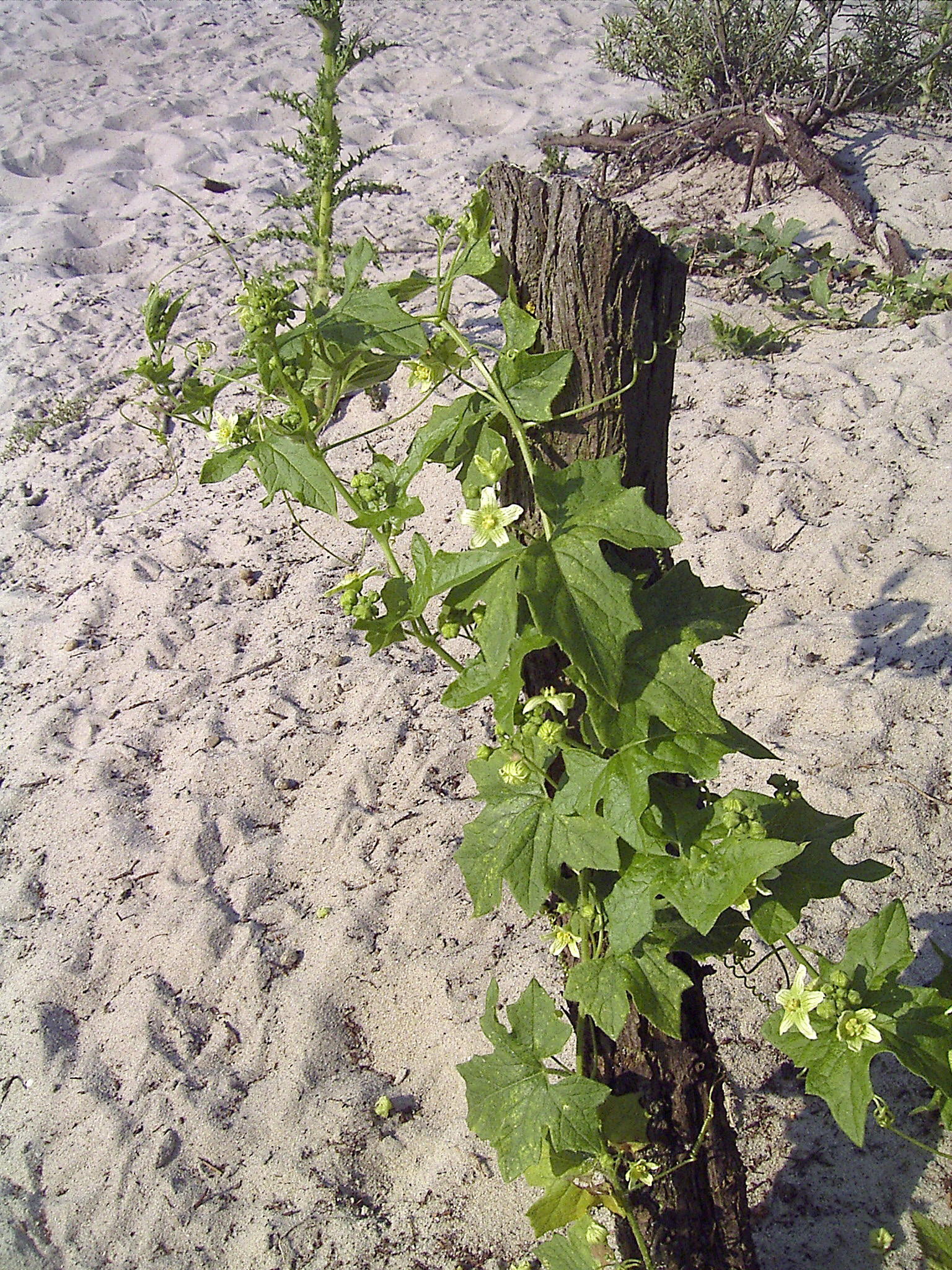
Carbassina, hemicriptòfit escandent
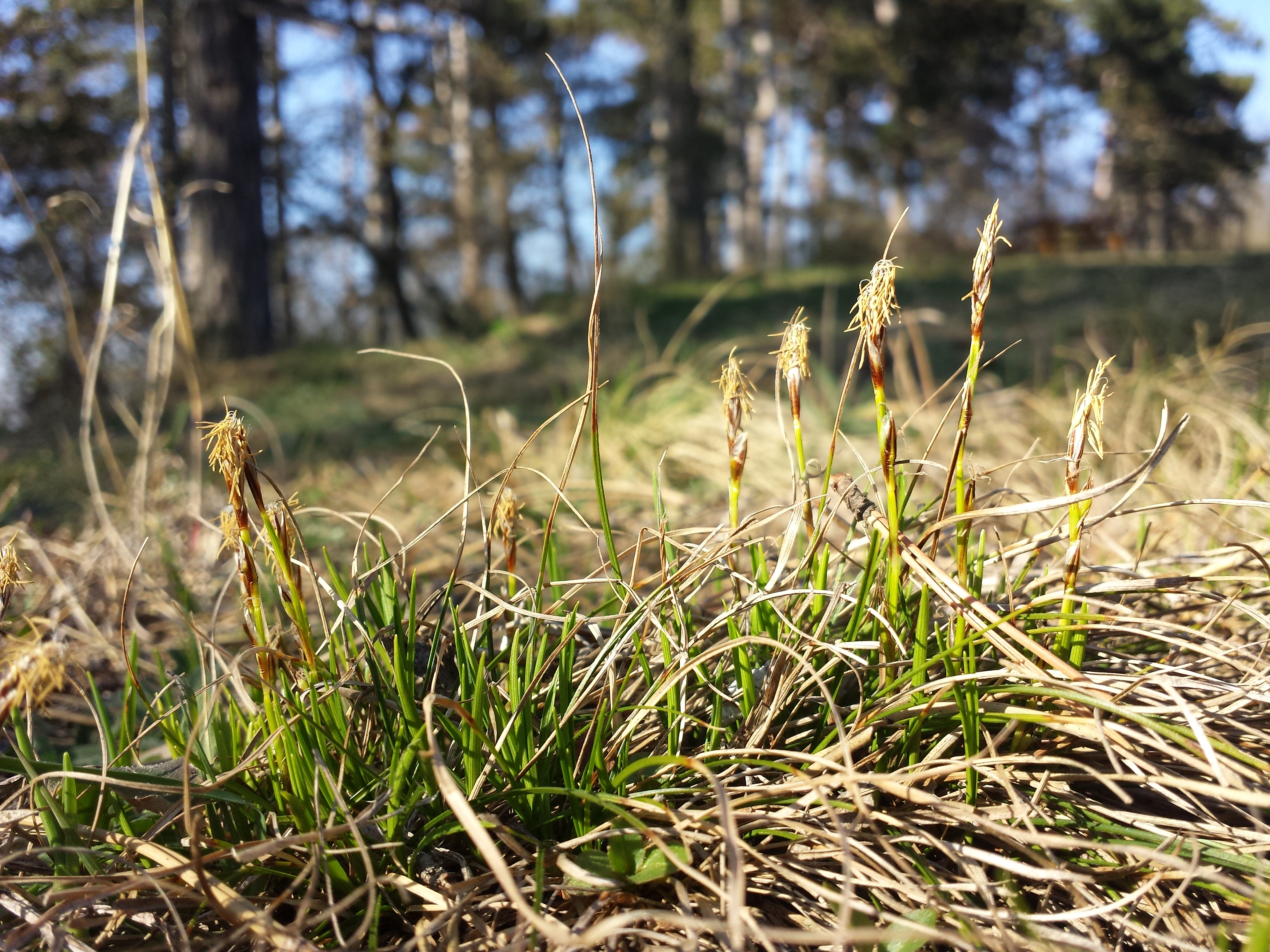
Càrex humil, hemicriptòfit cespitós
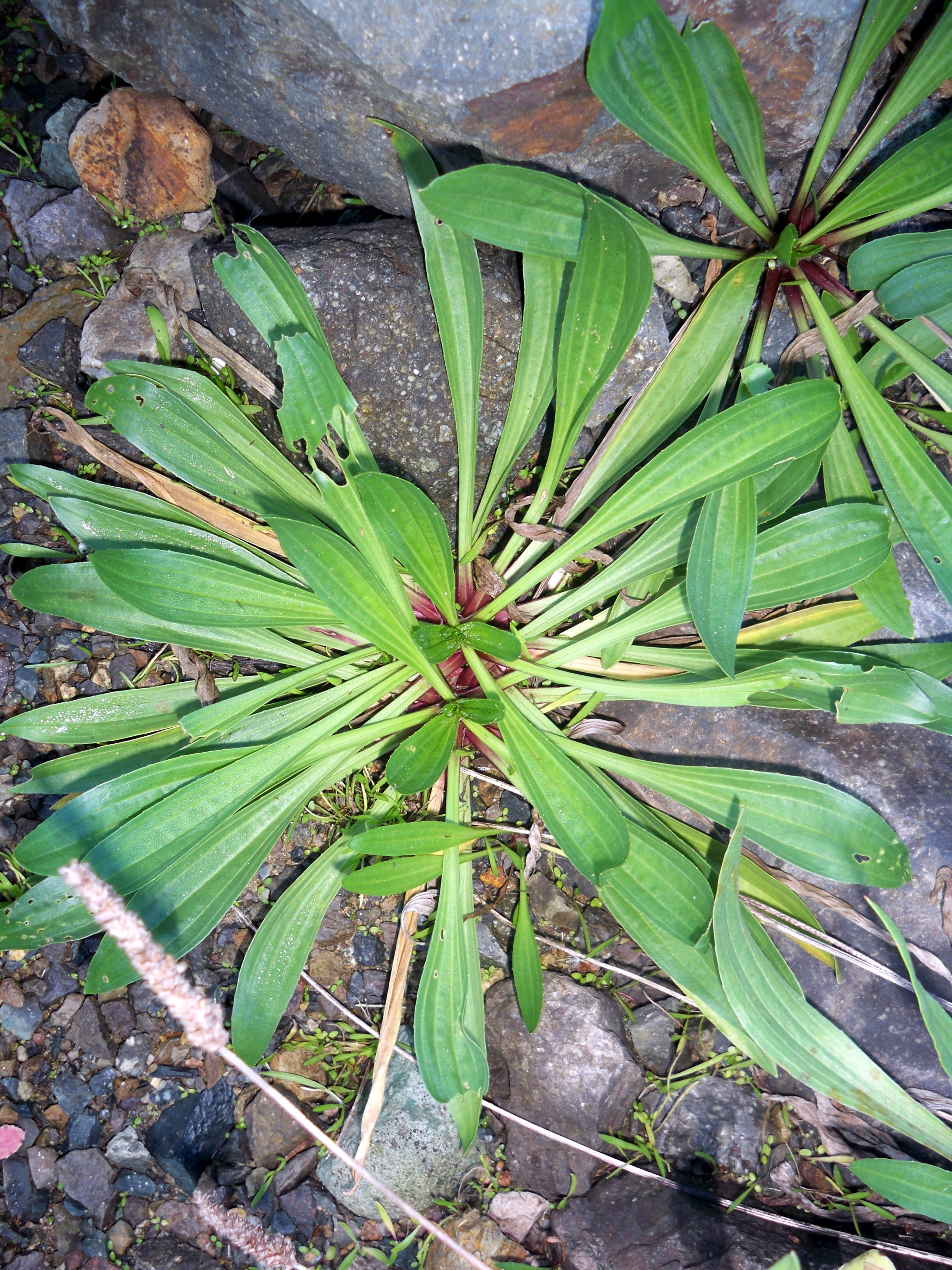
Plantatge de fulla estreta, hemicriptòfit rosulat
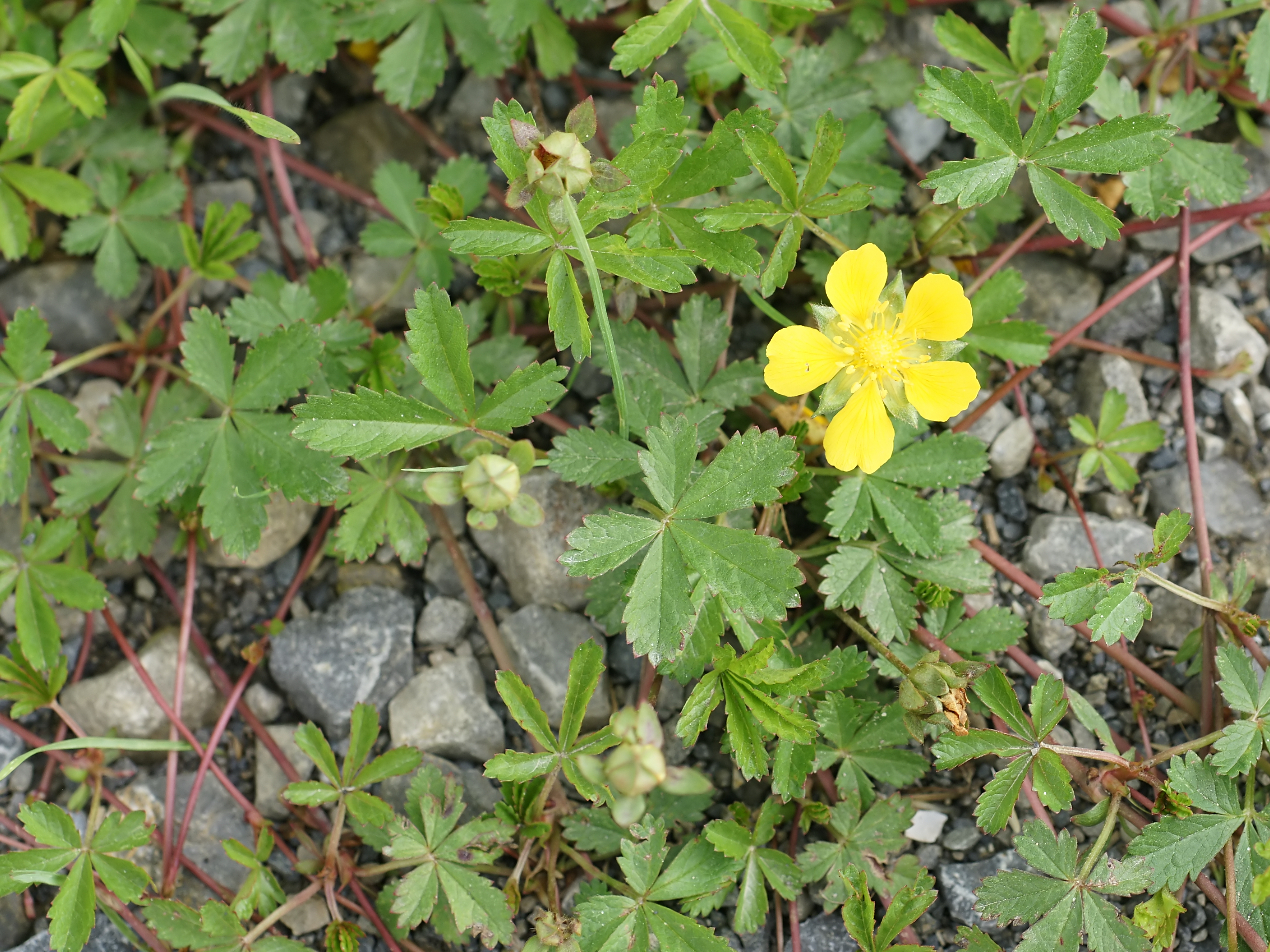
Gram negre, hemicriptòfit reptant